# Lux Aeterna (Mansell)
Lux Aeterna (lateinisch Lux Æterna ‚ewiges Licht‘) ist eine Komposition von Clint Mansell, das Leitmotiv des Films Requiem for a Dream von 2000 und das vorletzte Stück des dazugehörigen Soundtracks.

## Weitere Verwendung
Das Stück fand Verwendung in der Populärkultur auch außerhalb des Filmes, insbesondere in Filmteasern wie Sunshine und Waking Madison, sowie zahlreichen Remixes und Neuinterpretationen von anderen Produzenten.

## Orchesterversion
Mit Chor und vollem Orchester für den Trailer zu Der Herr der Ringe: Die zwei Türme, arrangiert von Simone Benyacar, Daniel Nielsen und Veigar Margeirsson. Die Orchesterversion erschien auf dem Requiem for a Tower Album von Corner Stone Cues.